# Brad Little
Bradley Jay (Brad) Little (Emmett, 15 februari 1954) is een Amerikaanse landbouwer en politicus van de Republikeinse Partij. Sinds januari 2019 is hij de gouverneur van de Amerikaanse staat Idaho. Daarvoor was hij tien jaar lang luitenant-gouverneur van diezelfde staat.

## Biografie
Little groeide op in Emmett, een kleine plaats in het westen van Idaho. Na de middelbare school studeerde hij agribusiness aan de University of Idaho in Moscow en behaalde daar in 1976 zijn bachelor.
Van jongs af aan was Little voornamelijk werkzaam in de landbouw. Tot 2009 was hij dertig jaar lang manager van zijn familiebedrijf Little Land and Livestock, een ranch en veehouderij. Ook stond hij aan het hoofd van de landbouwonderneming Little Enterprises en was hij bestuurslid van het lokale productiebedrijf Performance Design. Little was eveneens betrokken bij verschillende particuliere organisaties in Idaho en omstreken. Hij was bestuurslid van diverse stichtingen en verenigingen, waaronder twintig jaar lang (1981-2001) van de Idaho Association of Commerce and Industry (IACI).
Op voordracht van toenmalig gouverneur Dirk Kempthorne nam Little in 2001 een vacante zetel over in de staatssenaat van Idaho. Hij trad hiermee in de voetsporen van zijn vader, die in de jaren zeventig en tachtig eveneens in die senaat zetelde. Bij de verkiezingen van 2002 werd Little ook daadwerkelijk verkozen tot senator en in de jaren nadien werd hij nog driemaal herkozen. Hij was bijna acht jaar in de senaat actief.
In januari 2009 stapte luitenant-gouverneur Jim Risch voortijdig op om zitting te nemen in de Amerikaanse Senaat. Door gouverneur Butch Otter werd Little gevraagd de vrijgekomen plaats van Risch in te vullen, waarmee hij de op een na machtigste positie in Idaho verwierf. Little besloot zich bij de verkiezingen van 2010 verkiesbaar te stellen voor een volledige eigen ambtstermijn als luitenant-gouverneur en wist deze verkiezing met overmacht te winnen. In 2014 werd hij nogmaals met een grote meerderheid herkozen. Uiteindelijk was hij vrijwel exact tien jaar luitenant-gouverneur.

### Gouverneur
Toen gouverneur Otter na drie ambtstermijnen zijn aftreden aankondigde, stelde Little zich kandidaat om hem op te volgen. Hij slaagde erin de Republikeinse voorverkiezing te winnen en moest het bij de algemene gouverneursverkiezingen vervolgens opnemen tegen de Democraat Paulette Jordan. Met zo'n 60% van de stemmen werd Little verkozen tot gouverneur van Idaho. Zijn inauguratie vond plaats op 7 januari 2019 in het Capitool van Idaho in de hoofdstad Boise. De post van luitenant-gouverneur werd overgenomen door zijn partijgenoot Janice McGeachin.